# Bötelstjärnen
Bötelstjärnen är en sjö i Östersunds kommun i Jämtland och ingår i Indalsälvens huvudavrinningsområde. Sjön har en area på 0,0992 kvadratkilometer och ligger 294 meter över havet.

## Delavrinningsområde
Bötelstjärnen ingår i det delavrinningsområde (703340-144115) som SMHI kallar för Mynnar i Långans vattendragsyta. Medelhöjden är 317 meter över havet och ytan är 5,28 kvadratkilometer. Det finns inga avrinningsområden uppströms utan avrinningsområdet är högsta punkten. Vattendraget som avvattnar avrinningsområdet har biflödesordning 3, vilket innebär att vattnet flödar genom totalt 3 vattendrag innan det når havet efter 211 kilometer. Avrinningsområdet består mestadels av skog (53 procent) och sankmarker (29 procent). Avrinningsområdet har 0,1 kvadratkilometer vattenytor vilket ger det en sjöprocent på 1,9 procent.